# 1st The Queen’s Dragoon Guards

Abzeichen der QDG

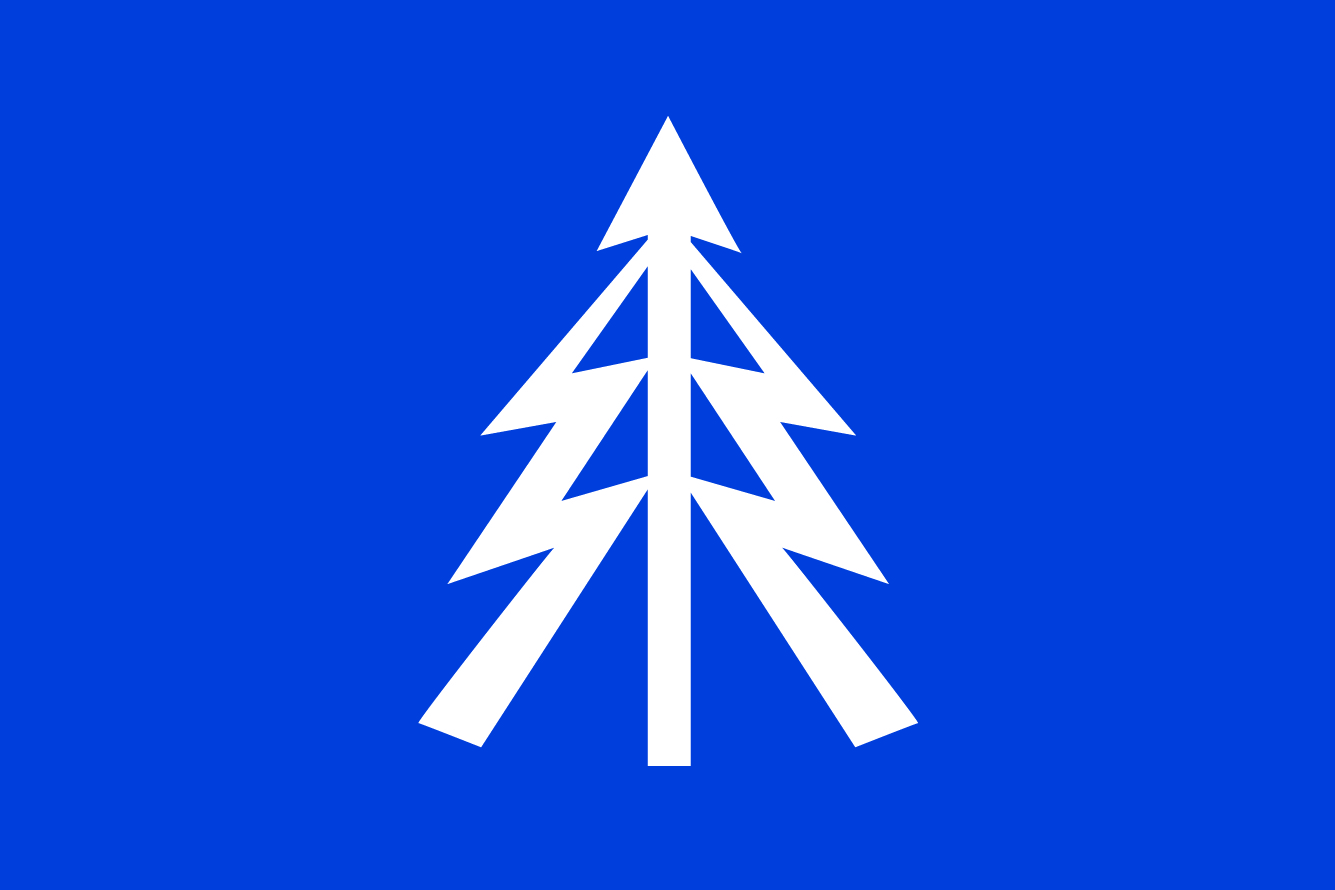
Tactical recognition flash der QDG

1st The Queen’s Dragoon Guards (QDG, wörtlich „1. Dragoner-Garde der Königin“) ist ein Kavallerieregiment des britischen Heeres.

## Geschichte
Das Regiment wurde am 1. Januar 1959 aus den ehemaligen Regimentern 1st King’s Dragoon Guards und Queen’s Bays (2nd Dragoon Guards) gebildet, die beide bereits 1685 unter König Jakob II. von England aufgestellt worden waren. Aus der Tradition dieser Regimenter gilt es als das älteste und damit (nach der Household Cavalry) protokollarisch ranghöchste Kavallerieregiment sowie Linienregiment der britischen Armee. Da das Regiment aus Wales und den angrenzenden englischen Grafschaften Cheshire, Herefordshire und Shropshire rekrutiert, trägt es auch den Spitznamen The Welsh Cavalry. Das Regiment wird heute als „Leichte Kavallerie“ vorwiegend zur militärischen Aufklärung eingesetzt und ist heute mit Jackal 2-Fahrzeugen ausgestattet. Das Regiment ist Teil des Royal Armoured Corps und der 7th Infantry Brigade.
Als Mützenabzeichen dient der österreichische Doppeladler als Regimentsabzeichen und der Radetzkymarsch als Regimentsmarsch; diese Elemente wurden von den 1st King’s Dragoon Guards übernommen, bei denen Kaiser Franz Joseph I. ab 1896 Colonel-in-Chief des Regiments war. Als Armabzeichen wird das Monogramm von Königin Caroline verwendet, die Colonel-in-Chief der 2nd Dragoon Guards (Queen’s Bays) war.
Das Regiment war unter anderem 1991 (Zweiter Golfkrieg) und von 2003 (Dritter Golfkrieg) bis 2007 im Irak und von 2008 bis 2014 im Afghanistankrieg im Einsatz. Heimatkaserne des Regiments sind die Robertson Barracks in Swanton Morley bei Dereham in Norfolk.
Aktueller Kommandeur des Regiments ist seit 2024 Lieutenant-Colonel David G. A. Landon.

## Colonels-in-Chief
Colonel-in-Chief des Regiments waren:
- 1959–2002: Queen Mum
- 2002–2023: Charles III. (bis 2022 alias Charles, Prince of Wales)
- seit 2023: Catherine, Princess of Wales[1].

## Regimental Colonels
Colonel of the Regiment waren:
- 1959–1961: Brigadier John Gerard Edward Tiarks
- 1961–1964: Colonel George William Charles Draffen
- 1964–1968: Colonel Kenneth Edward Savill
- 1968–1975: Brigadier Anthony William Allen Llewellyn-Palmer
- 1975–1980: General Sir Jack Wentworth Harman
- 1980–1986: Major-General Desmond Hind Garrett Rice
- 1986–1991: Lieutenant-General Sir Maurice Robert Johnston
- 1991–1997: Major-General Robert William Ward
- 1997–2002: Colonel John Ievers Pocock
- 2002–2007: Colonel Christopher David MacKenzie-Beevor
- 2007–2019: Lieutenant-General Sir Simon Mayall
- seit 2019: Brigadier Alan Richmond

## Battle Honours
Zusätzlich zu den Battle Honours, die das Regiment von seinen beiden Vorgängerregimentern weiterführt, wurden dem Regiment folgende Battle Honours verliehen (englische Originalbezeichnungen):
- Wadi al Batin
- Gulf 1991
- Al Basrah
- Iraq 2003